# (164215) Долоресхилл
(164215) Долоресхилл (лат. Doloreshill) — околоземный астероид из группы Амура (II), который был открыт 25 июня 2004 года в рамках астрономического обзора Каталина и назван в честь американского учёного, специалиста по метеоритам Долорес Хилл (англ. Dolores H. Hill).

Орбита астероида Долоресхилл и его положение в Солнечной системе